# Rotvoll Station
Rotvoll Station (Rotvoll stasjon eller Rotvoll holdeplass) er en jernbanestation på Nordlandsbanen, der ligger ved bydelen Rotvoll i Trondheim i Norge. Stationen består af et spor og en perron med et læskur. En stor del af stationens passagerer er ansatte hos Statoil, der har et større forskningscenter her, og elever på lærer- og tolkeuddannelserne på Høgskolen i Sør-Trøndelag.
Den nuværende station er den anden af slagsen. Den første blev oprettet som trinbræt 1. september 1909 på det, der dengang var en del af Meråkerbanen. Oprindeligt hed den Rotvold, men den skiftede navn til Rotvål i 1925, til Rottvoll i 1927 og tilbage til Rotvold i 1929. Samme år ophørte betjeningen med lokaltog, men der var fortsat enkelte persontog, der stoppede der, indtil stationen blev nedlagt i 1940.
Den nuværende station blev oprettet som trinbræt under navnet Rotvoll 27. december 1994 i forbindelse med en satsning på Trønderbanen. Den ligger ca. 150 m vest for den gamle. 6. januar 2008 overgik strækningen mellem Trondheim og Hell, hvor stationen ligger, formelt fra Meråkerbanen til Nordlandsbanen.